# Acrylnitril-Styrol-Acrylat-Copolymer

Verner Pantons Stuhl Panton, 1967. Der erste marktfähige Kunststoff-Freischwinger (hinterbeinloser Stuhl) wurde aus Acrylnitril-Styrol-Acrylat-Copolymer gefertigt.

Acrylnitril-Styrol-Acrylat-Copolymere (Kurzzeichen ASA, auch Acrylnitril-Styrol-Acrylester-Copolymer genannt) sind schlagzähe Terpolymere, die aus den Monomeren Acrylnitril, Styrol und einem Acrylsäureester hergestellt werden. ASA hat ähnliche Eigenschaften wie Acrylnitril-Butadien-Styrol-Copolymer (ABS), ist jedoch viel witterungsbeständiger.

## Chemischer Aufbau
Im ASA sind Acrylester-Anteile gleichmäßig in einem SAN- (Styrol-Acrylnitril)-Polymer verteilt und durch aufgepfropfte SAN-Ketten verbunden. Die Acrylesterkomponente liegt dispers vor, ist i. A. leicht vernetzt und wirkt als Schlagzähmodifikator. Für die Synthese wird überwiegend n-Butylacrylat verwendet, zur Verbesserung der Tieftemperaturzähigkeit können bestimmte Anteile an Cyclohexylacrylat als Comonomer verwendet werden.
Bei der Konfektionierung werden für die jeweilige Anwendung geeignete Additive in die Kunststoffmatrix eingearbeitet. Hier sind insbesondere UV-Stabilisatoren, Antioxidantien und Gleitmittel zu nennen.

## Verarbeitung
ASA wird wie alle Styrol-Polymerisate zum überwiegenden Teil im Spritzguss, jedoch auch in Extrusion (Folien) verarbeitet. Heizelement- und Rotationsreibschweißen sind möglich, weniger jedoch das Ultraschall- und Hochfrequenzschweißen. Im 3-D-Druck-Verfahren Fused Deposition Modeling wird das ASA-Filament zur Fertigung von 3D-Druck-Bauteilen verwendet, die vor allem ein bestimmtes Maß an Stoß- und Schlagenergie absorbieren müssen, ohne zu brechen.

## Eigenschaften
ASA bildet hochwertige, glänzende und kratzfeste Oberflächen. Es kann auch transparent eingestellt werden. Durch Zusatz von Mattierungsmitteln oder Erzeugung größerer Acrylesterphasen können matte Oberflächen erreicht werden.
Die sehr gute chemische Beständigkeit ist aufgrund der höheren Polarität der Acrylesterkomponente im Vergleich zur Polybutadienkomponente bei ABS zu erklären. ASA zeigt eine sehr gute Beständigkeit gegenüber wässrigen Medien inkl. verdünnter Säuren/Alkalien sowie Waschlaugen und eine gute gegenüber Ölen/Fetten, Alkoholen und aliphatischen Kohlenwasserstoffen. Unbeständig ist ASA gegenüber vielen Estern, Ethern und Ketonen, bei deren Präsenz die Oberfläche anquellen bzw. Spannungsrisse ausbilden kann.
- Dichte: 1,07 g/cm³

## Verwendung

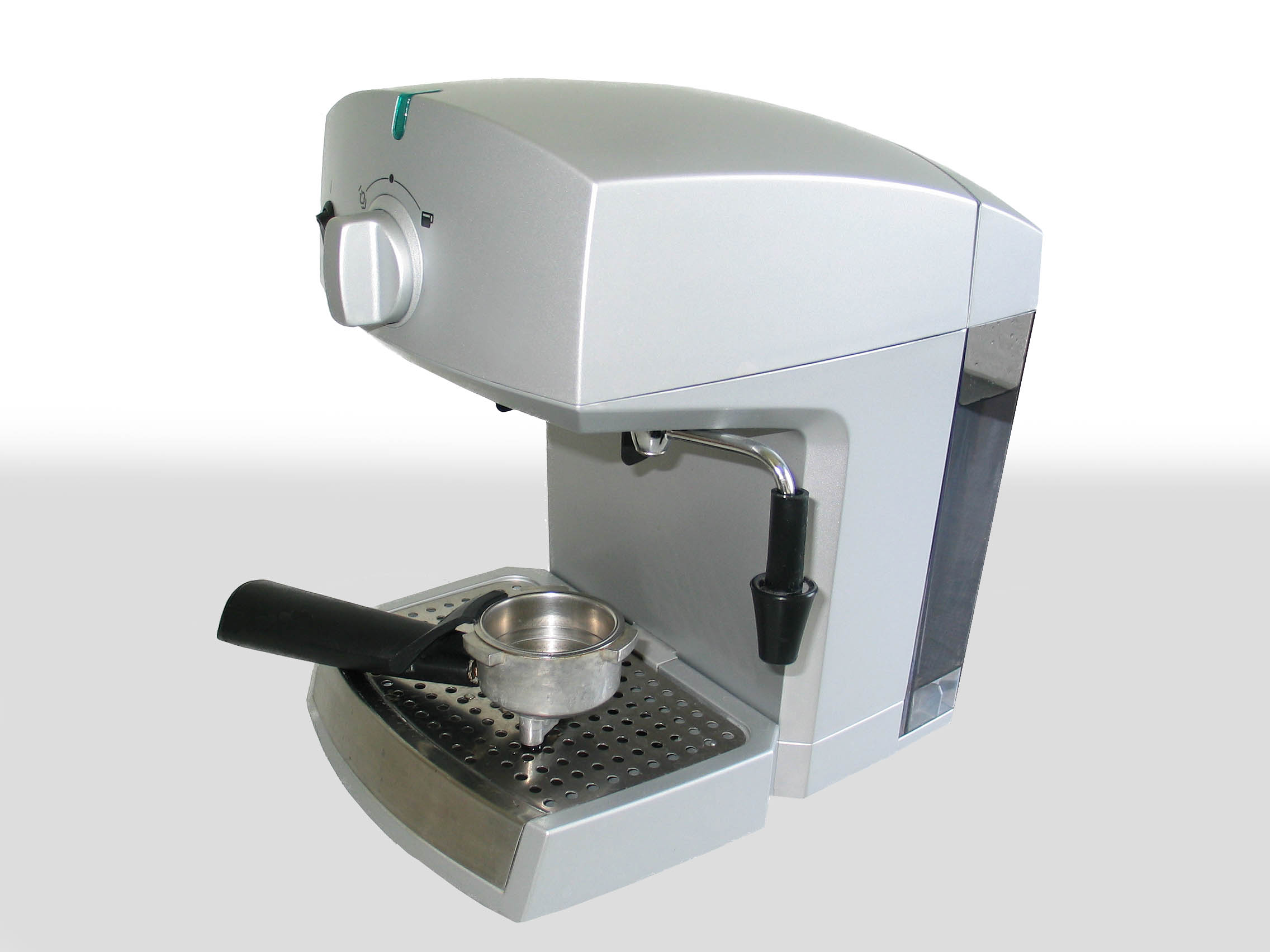
Halbautomatische Espressomaschine.
Obermaterial: ABS
Material des Wassertanks: ASA

ASA kann als witterungsbeständige Platte im Bauwesen (PermaSkin™), für hochwärmebeanspruchte elektrische Geräte wie z. B. Kaffeemaschinen und Mikrowellen, im Sport- und Freizeitbereich als Surfbrett oder auch im Exterieur von Automobilen eingesetzt werden. Aufgrund der hohen UV- und Witterungsbeständigkeit eignet sich das ASA als Filament für den 3-D-Druck besonders für die Herstellung von Prototypen. Ebenso können nicht seriell gefertigte Endprodukte wie spezielle Teile für den Außenbereich (Verkleidungen, Halterungen, Bedienfronten) mit ASA-Filamenten durch additive Fertigung hergestellt werden.

## Handelsnamen
Acrylester-Styrol-Acrylnitril wird international unter verschiedenen Markennamen produziert und vertrieben:
- Luran S (Styrolution, Deutschland)
- Centrex (Monsanto Chem. Plast, Vereinigte Staaten)[4]
- Rhodapas (Rhodia S.A., ehemals Rhône-Poulenc S.A., Frankreich)[4]
- Badalac ASA (Bada AG, Bühl/Deutschland)
- ROTEC ASA (Romira GmbH, Pinneberg/Deutschland)

Darüber werden Kunststoffblends mit Polycarbonaten (PC) produziert:
- Luran SC (Styrolution, Deutschland)
- Badalac ASA/PC (Bada AG, Bühl/Deutschland)
- Bayblend A (Covestro, Deutschland)[5]
- ROTEC PC (Romira GmbH, Pinneberg/Deutschland)

## Normen
- DIN EN ISO 6402-1 Kunststoffe – Acrylnitril-Styrol-Acrylat (ASA)-, Acrylnitril-(Ethylen-Propylen-Dien)-Styrol (AEPDS)- und Acrylnitril-(chloriertes Polyethylen)-Styrol (ACS)-Formmassen – Teil 1: Bezeichnungssystem und Basis für Spezifikationen (ISO 6402-1:2002); Deutsche Fassung EN ISO 6402-1:2002
- DIN EN ISO 6402-2 Kunststoffe – Acrylnitril-Styrol-Acrylat (ASA)-, Acrylnitril-(Ethylen-Propylen-Dien)-Styrol (AEPDS)- und Acrylnitril-(Chloriertes Polyethylen)-Styrol (ACS)-Formmassen – Teil 2: Herstellung von Probekörpern und Bestimmung von Eigenschaften (ISO 6402-2:2003); Deutsche Fassung EN ISO 6402-2:2003

## Belege
1. ↑  Andrej Kupetz: Ein Material in Form gebracht. Kunststoffe 5/2010, S. 90–94.
2. ↑  Christian Bonten: Kunststofftechnik Einführung und Grundlagen, Hanser Verlag, 2014
3. ↑  ASA Kunststoff Filament für 3D Druck - EVO-tech 3D Drucker. In: EVO-tech 3D-Drucker. Abgerufen am 3. Juni 2019 (deutsch).
4. 1 2  Hans Domininghaus: Die Kunststoffe und ihre Eigenschaften. Springer, Berlin-Heidelberg 2005 (6. Aufl.); S. 776.
5. ↑  Hans Domininghaus: Die Kunststoffe und ihre Eigenschaften. Springer, Berlin-Heidelberg 2005 (6. Aufl.); S. 781.